# Arco de los Soldados y Marineros
El Arco de los Soldados y Marineros (en inglés: Soldiers' and Sailors' Arch) es un arco de triunfo ubicado en Brooklyn, Nueva York, en el este de los Estados Unidos. 
El monumento está dedicado «a los defensores de la Unión, 1861-1865». En el extremo este hay una escalera que conduce a la plataforma de observación, algo más abajo de la cuadriga que corona el arco y que está abierta al público, mientras que el resto del interior se abre en ocasiones a exposiciones de arte y actuaciones (el extremo occidental tiene acceso con una escalera que solo se utiliza para el almacenamiento). 